# Синьцзянский производственно-строительный корпус
Синьцзянский производственно-строительный корпус (СПСК) (кит. 新疆生产建设兵团) был создан 7 октября 1954 года в соответствии с указом Мао Цзэдуна на базе различных военных групп (частей НОАК, войск Гоминьдана и других). Во время «культурной революции» был ликвидирован. После её окончания восстановлен (1981 год). Корпус является частью экономики Синьцзян-Уйгурского автономного района, а также использовался для подавления волнений местного населения. Корпус находится по состоянию на начало 2010-х годов в тройном подчинении — властям СУАР, Министерству обороны КНР и властям КНР.

## История
Так как Синьцзян был и считался отдаленным регионом с тяжелыми условиями жизни, желающих добровольно переехать в Синьцзян было мало. Корпус пополнялся за счет тех групп населения, которых могло легче завербовать правительство: отставных военных, «пограничных добровольцев» из образованной городской молодежи, бывших заключенных, бродяг и беженцев, молодых незамужних женщин.
Первоначально членами СПСК были демобилизованные солдаты частей НОАК и войск Гоминьдана.
В 1950—1960-х годах, корпус пополнялся бывшими заключёнными, которые отбыв наказание в тюрьмах, располагавшихся в Синьцзяне, решали не возвращаться в родные места, где их ожидала дискриминация, а остаться в Синьцзяне, где такой дискриминации не было.
В 1959—1961 годах корпус значительно пополнился беженцами от голода, общим числом около 210 тыс.
В начале 1950-х существовал большой половой дисбаланс: много мужчин и мало женщин. Корпус при поддержке правительства КНР вел агрессивную кампанию по вербовке молодых незамужних женщин и к концу 1950-х дисбаланс удалось выровнять. В результате усилий правительства, население СПСК резко выросло со 160 тысяч в 1954 году до более двух миллионов в 1974 году.
Во время Культурной революции СПСК был ликвидирован, но в 1981 году был восстановлен.
Другие производственно-строительные корпуса располагались в пограничных районах КНР: Тибете, Внутренней Монголии, Хэйлунцзяне, Юньнани. В настоящее время сохранился только СПСК.

## Структура
Корпус делится на дивизии и полки, которые однако не являются полноценными военными частями, а выполняют функции территориально-административных единиц, выполняющих функции сходные с администрациями городов, районов, ферм и т. д. Всего в Корпусе на начало 2010-х годов 13 сельскохозяйственных дивизий (по районам распашки) общей численностью 2 453 600 человек (в том числе 933 000 управленцев).
- 123-й полк дислоцирован в Чэпацзы.
- 89-й полк занят строительством предприятий.
- 4-й полк дислоцирован в самом холодном районе Синьцзян-Уйгурского автономного района — на Алтае. занимается прокладкой трех магистралей.
- 72-й полк дислоцирован на огромной строительной площадке. К 2005 году, на который запланировано завершение комплексной программы строительства 38 городков[2].

## Численность и национальный состав
Численность корпуса в последние годы растет. В 2005 году она составляла 2 млн. 256 тыс. человек, в начале 2010-х годов уже более 2 453 тыс. человек (в том числе 933 тыс. управленцев).
Большинство населения корпуса представлено ханьцами. При этом, большинство населения СУАР — это уйгуры, хуэйцы и казахи, которые в масштабах страны считаются малыми народностями. По данным на 2002 год, СПСК составляет около 13 % населения СУАР.
| Этнические группы в СПСК, на 2002 год | Этнические группы в СПСК, на 2002 год | Этнические группы в СПСК, на 2002 год |
| Народности Китая                      | Численность                           | Процент                               |
| ------------------------------------- | ------------------------------------- | ------------------------------------- |
| Ханьцы                                | 2 204 500                             | 88,1                                  |
| Уйгуры                                | 165 000                               | 6,6                                   |
| Хуэйцы                                | 64 700                                | 2,6                                   |
| Казахи                                | 42 700                                | 1,7                                   |
| Монголы                               | 6200                                  | 0,3                                   |
| другие                                | 18 100                                | 0,7                                   |

## Города
За свою историю СПСК построил шесть средних городов. В настоящее время городов, в которых находятся части корпуса — пять. Правительство данных городов полностью подконтрольно властям корпуса. Четыре города из пяти фактически называются городами субокружного уровня в СУАР, однако власти СУАР не контролируют административную деятельность данных центров.
| Название                     | Дата официального создания города | Период управления       |
| ---------------------------- | --------------------------------- | ----------------------- |
| Куйтунь                      | 1975                              | 1953-1975               |
| Шихэцзы                      | 1976                              | 1953-1975, 1980-по н.в. |
| Арал                         | 2002                              | 1953-1975, 1980-по н.в. |
| Уцзяцюй                      | 2002                              | 1953-1975, 1980-по н.в. |
| Тумшук                       | 2002                              | 1966-1975, 1980-по н.в. |
| Новый район Тяньбэй, Куйтунь | TBD                               | 2002-по н.в.            |
| Бэйтунь, Алтай               | TBD                               | 2002-по н.в.            |

## Экономика
Одной из основных функций СПСК является экономическое развитие региона. Основной отраслью остается сельскохозяйственное производство, включая выращивание хлопка, овощей и фруктов, культивирование винограда и производство вина. Корпус является крупным производителем помидоров и кетчупа.
За свою историю корпус создал ряд горнодобывающих производств, но большинство из них впоследствии были переданы правительству СУАР.
По состоянию на 2007 год, на территорию корпуса приходилось 74,6 тыс. км2 (в китайской мере площади «му» — около 111 млн му). На хозяйства приходилось 42,1 тыс. км2 (около 63 млн му), под строительство использовалось 2,1 тыс. км2 (3,17 млн му), неиспользуемой земли — 3,04 тыс. км2 (45,6 млн му).
ВВП СПСК в 2007 году составил 44,122 млрд юаней. На продукцию сельского хозяйства приходилось 34,152 млрд юаней. На промышленность приходилось 9,1 млрд юаней. В промышленности выделялось 25 секторов. Прямые иностранные инвестиции в 2007 году составили 18,96 млрд юаней.
После либерализации экономической системы КНР корпус создал ряд дочерних акционерных компаний.
Ежегодно выпускается статистический сборник СПСК.

## Культура и образование
СПСК обладает собственной системой образования, включающего три уровня.
Система высшего образования представлена двумя университетами:
- Университетом Шихэцзы (石河子大学) и
- Таримским университетом (塔里木大学).

СПСК выпускает ежедневную газету «Bingtuan Daily», также является владельцем нескольких телевизионных каналов на уровне СПСК и ниже.

## Участие в подавлении волнений местного населения
Корпус используется также для подавления волнений местных жителей. В частности, силы Корпуса подавляли волнения в Баринской волости (1990 год), в Кульдже (1997). В 2000 году принят закон об участии народных ополченцев Корпуса в охране общественного порядка.

## Командующие
- 1997—1999 Чжан Вэньюэ,
- 1999—2005 Чжан Цинли.